# Història evolutiva de les plantes

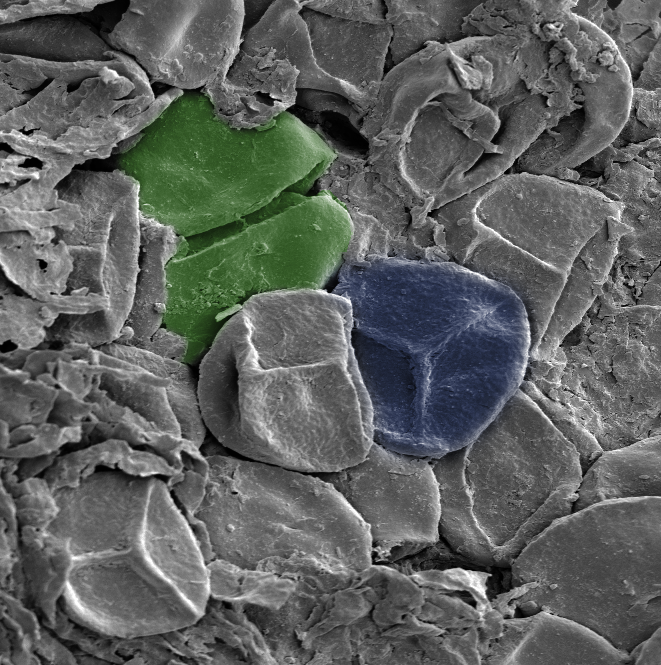
Un esporangi del Silurià tardà. En verd: una tètrada d’espora; en blau: una espora que porta una marca trilet –la - en forma de cicatriu. L'espora té un diàmetre de 30-35 μm

L'evolució de les plantes ha donat com a resultat un increment en els nivells de complexitat des de les primeres catifes d'algues, i els briòfits, licopodis i falgueres, a les més complexes gimnospermes i angiospermes actuals. Mentre que els grups que van aparèixer primer continuen prosperant, especialment en els ambients on van evolucionar, cada nou grau d’organització ha tingut més èxit que els seus predecessors.
Probablement una escuma d’algues es va formar sobre la terra fa 1.200 milions d’anys. En el període Ordovicià, al voltant de fa 450 milions d’anys, van aparèixer les primeres plantes terrestres. Aquestes es van començar a diversificar en el període Silurià, fa uns 420 milions d’anys, i el resultat se'n mostra en detalls importants en els fòssils del principi del Devonià del jaciment de Rhynie chert.
Cap a la meitat del període Devonià ja estan presents la majoria de les característiques que es troben en les plantes actuals, incloses les arrels, les fulles i la fusta secundària, i cap al Devonià tardà les llavors ja han evolucionat. Les plantes del Devonià tardà ja han arribat a un grau de sofisticació que els permet formar boscos d’arbres alts.
Les innovacions evolutives continuaren després del període Devonià. La majoria dels grups de plantes van quedar relativament il·lesos de l'extinció permianotriàsica, però les estructures de les comunitats canviaren. Això propicià l'evolució de les plantes amb flors del Triàsic (fa uns 200 milions d’anys), que esclataren en el Cretaci i el Terciari. El darrer grup de plantes a evolucionar van ser les herbes, les quals esdevingueren importants en el Terciari mitjà, fa uns 40 milions d’anys. Les herbes com també molts altres grups van evolucionar a nous mecanismes metabòlics per sobreviure a les condicions de baix CO₂ i de sequedat i calor dels tròpics en els darrers 10 milions d’anys.

## Colonització de la terra

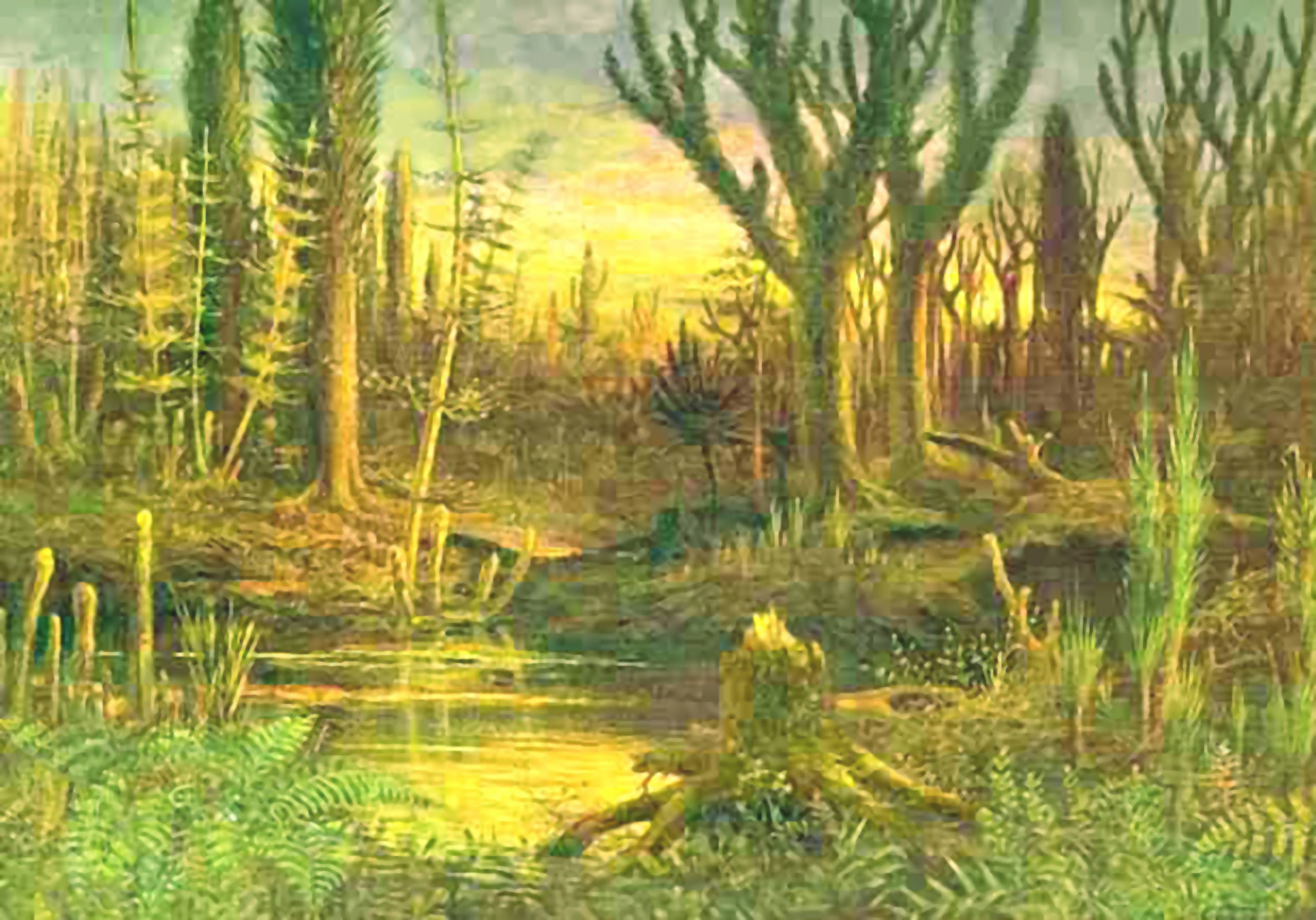
El Devonià marca l’inici d'una extensa colonització de la Terra per les plantes que afectà l'erosió i la sedimentació

Les plantes terrestres evolucionaren a partir de les algues chlorophyta, potser tan aviat com fa 510 milions d’anys, algunes estimacions moleculars les daten de més aviat, de 630 milions d’anys. Les plantes vivents relacionades són les charophyta, específicament les charales; això significa que les plantes terrestres evolucionaren a partir d'algues filamentoses embrancades que vivien en aigües dolces i somes, potser en el límit de basses que s'assecaven estacionalment. L’alga podria tenir un cicle de vida haplòntic i podria tenir només breument parells de cromosomes (la condició diploide) quan l'òvul i l'esperma es van fusionar per formar un zigot; aquest immediatament es dividiria per meiosi per produir cèl·lules amb la meitat del nombre de cromosomes imparells (la condició haploide). La simbiosi amb fongs podria haver ajudat les primeres plantes a adaptar-se ràpidament a l'estrès del regne terrestre.
Les plantes no van ser els primers fotosintetitzadors de la Terra; les taxes de meteorització suggereixen que ja hi havia organismes vivint sobre la Terra fa 1.200 milions d’anys, i s'han trobat fòssils microbians en dipòsits de llacs d’aigua dolça de fa 1.000 milions d’anys, però el registre d’isòtops de carboni suggereix que eren massa escassos per fer impacte en la composició de l’atmosfera fins fa uns 850 milions d’anys. Aquests organismes, encara que filogenèticament diversos, eren probablement petits i simples: formaven poc més que una "bromera d’algues".
La primera evidència de plantes sobre la Terra prové de les espores de l’Ordovivià mitjà: Llanvirn primerenc, fa ~ 470 milions d’anys. Aquestes espores es coneixen com a criptòspores, es van produir en mònades (simples) o diàdes (parells), o en grups de tètrades (quatre) i les seves microestructures semblen les espores dels moderns Marchantiophyta, suggereixen compartir un grau equivalent d’organització. És compost d'esporopol·lenina –evidència d’afinitat embriofítica. Podria ser que l'enverinament atmosfèric evités que els eucariotes colonitzessin la Terra abans d’això, o simplement que es calgués molt de temps per a evolucionar cap a la necessària complexitat.
Les espores trilet, semblants a les de les plantes vasculars, van aparèixer després aviat, en les roques de l’Ordovicià superior. Depenent exactament de quan es van dividir les tètrades, cadascuna de les quatre espores pot portar una "marca trilet", una forma en {\displaystyle Y}-que reflecteix els punts sobre els quals cada cèl·lula esclata contra les seves veïnes. Tanmateix, això requereix que les parets de l'espora siguin resistents en l'estadi primerenc. Aquesta resistència està associada estretament a tenir una paret exterior resistent a la dessecació, una característica que només es fa servir quan les espores han de sobreviure fora de l’aigua.
Els primers megafòssils de plantes terrestres són organismes tal·loides, els quals vivien en aiguamolls fluvials i s'ha trobat que cobrien gran part de les terres d’inundació de les planes del Silurià primerenc. Només podien sobreviure en la terra xopa. També eren catifes microbianes.
Una vegada que les plantes van arribar a la terra, n'hi havia dos sistemes per afrontar la dessecació. Els briòfits l'evitaven restringint els seus hàbitats als llocs humits, o assecant-se i mantenint el metabolisme en espera de la tornada de la humitat. Les plantes vasculars resisteixen la dessecació. Totes en porten una cutícula exterior impermeable i ràpidament van evolucionar a tenir estomes per a l’intercanvi de gasos. Les plantes vasculars també evolucionaren cap a teixits vasculars per ajudar al moviment de l’aigua (xilema) i sortint del cicle dominat pel gametòfit. El teixit vascular també facilita el creixement erecte i portarà a l'evolució de les plantes grosses sobre la terra.
L'establiment d'una flora basada en plantes terrestres causà un increment de l’oxigen en l’atmosfera. Quan aquesta concentració arriba al 13%, els incendis forestals passen a ser possibles, el primer incendi registrat en el carbó vegetal de plantes fòssils és del principi del Silurià.

## Evolució dels cicles vitals

Cicle vital de les angiospermes

Totes les plantes pluricel·lulars tenen un cicle vital que comprèn dues generacions o fases. Una n'és la gametòfita, amb un sol conjunt de cromosomes (anomenada 1N), i produeix gàmetes (esperma i òvuls). L’altra se'n diu esporòfita, amb parells de cromosomes (anomenada 2N), i produeix espores. Els gametòfits i esporòfits poden aparèixer com a idèntics –homomorfia– o poden ser molt diferents –heteromorfia.
El patró de l'evolució de les plantes ha passat de l’homomorfia a l’heteromorfia. Els ancestres de les algues eren, gairebé segur, haplobiòntics, i són haploides en tot el seu cicle vital, amb un zigot unicel·lular que dona l'estadi 2N. Totes les plantes terrestres són diplobiòntiques, és a dir, que els estadis haploides i diploides són pluricel·lulars.

## Evolució de la morfologia

### Xilema
Per tal de fotosintetitzar, les plantes han d’absorbir CO2 de l’atmosfera, i quan s'obren els estomes per permetre l'entrada de CO2 l’aigua se n'escapa per evaporació. L’aigua s'escapa més de pressa que l’absorció de CO2 i les plantes necessiten un sistema per transportar l’aigua des del sòl humit al lloc on es produeix la fotosíntesi. Les primeres plantes xuclaven l’aigua entre les parets de les seves cèl·lules i després van evolucionar a tenir estomes; posteriorment se'n van crear els teixits especialitzats de transport d’aigua.
Els alts nivells de CO2 del Silurià-Devonià, quan les plantes van començar a colonitzar la Terra, implicaven que la necessitat d’aigua era relativament baixa i quan va anar baixant el nivell de CO2 calgueren mecanismes millors de transport. A mesura que evolucionaven a mecanismes de transport i cutícules impermeables, les plantes podien sobreviure sense estar cobertes per una capa d’aigua, i per això n'hi va haver un nou potencial de colonització.
Els primers macrofòssils a portar tubs de transport d’aigua in situ són els petraqueòfits del principi del Devonià Aglaophyton i Horneophyton, els quals tenien estructures molt semblants als hidroides de les molses modernes.
Les bandes en els tubs de les parets aparegueren des del Silurià primerenc, i milloraven el flux d’aigua. Aquests tubs estaven lignificats i es consideren traqueides. Aquests permetien nivells de pressió de vapor més alts. Les traqueides podien tenir un origen evolutiu únic.
Els estomes proporcionen control del transport de l’aigua. Sembla que els estomes evolucionaren abans que les traqueides.
L'endodermis probablement evolucionà durant el Silurià-Devonià, però la primera evidència fòssil n'és del Carbonífer. Aquesta estructura en les arrels cobreix el teixit de transport i regula l'intercanvi iònic, a més d’evitar l'entrada de patògens, i hi proporciona pressió.
Créixer en alçada també fa servir una característica de les traqueides: el suport que donen les seves parets lignificades.
La mida de les traqueides és limitada, ja que són unicel·lulars i el diàmetre útil n'està limitat a 80 μm.
Els vasos es van desenvolupar durant el Permià tardà, en les cues de cavall, falgueres i Selaginellales independentment, i més tard aparegueren en el Cretaci mitjà en angiospermes i gnetophyta.
Els vasos permeten, en la mateixa superfície, transportar cent vegades més aigua que les traqueides. Això proporcionà més fibres estructurals en les tiges i un nou nínxol per a les plantes enfiladisses.

### Fulles

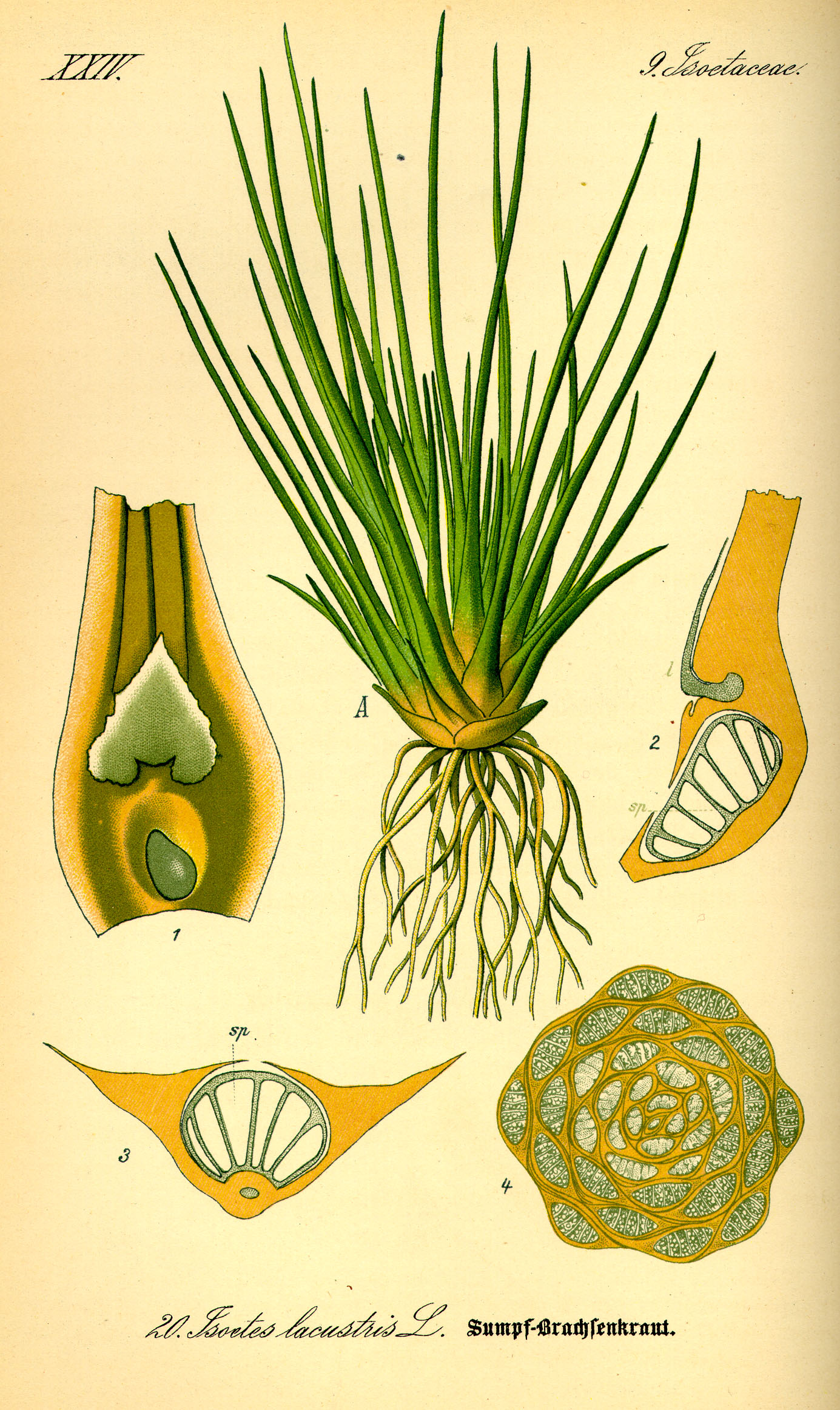
Isoetes és un licopodi

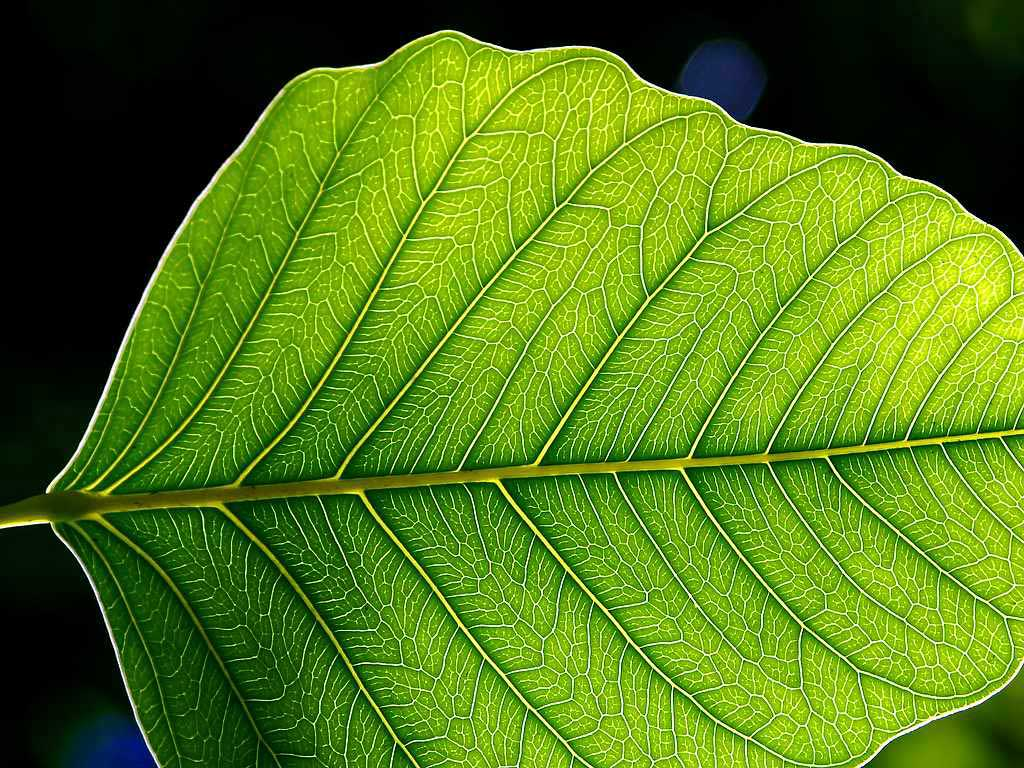
Làmina foliar

Les fulles són actualment una adaptació per a incrementar la quantitat de llum solar que pot ser capturada per la fotosíntesi. Segurament les fulles evolucionaren a partir de les espines contra els herbívors.
S'ha proposat que abans d’aparèixer les fulles les plantes feien la fotosíntesi a les tiges.
Els trimeròfits, plantes vasculars del Devonià inferior i mitjà, són la primera evidència del que es pot considerar una fulla.
Si fa no fa alhora, els Zosterophyllophyta van passar a ser importants. Aquest grup es distingeix pels esporangis en forma de ronyó. La majoria tenen espines en els eixos, però no són plantes vasculars i la primera pista de vascularització apareix en el gènere Asteroxylon.
Les fulles més familiars (megàfiles) es creu que en tenen un origen separat: van aparèixer quatre vegades de manera independent en falgueres, equisets, progimnospermes i plantes amb llavors. Sembla que es van originar en branques dicotòmiques ensolapades. En cadascun d’aquests grups les fulles primer evolucionaren durant el Devonià tardà al principi del Carbonífer, i es diversificaren ràpidament fins al Carbonífer mitjà.
Les plantes eren a la superfície de la Terra des de feia 50 milions d’anys abans que aparegueren les fulles megàfiles.
Que les fulles no són sempre beneficioses ho il·lustren els cactus, que les van perdre secundàriament i també el cas de la planta Psilotum.

### Forma arbòria

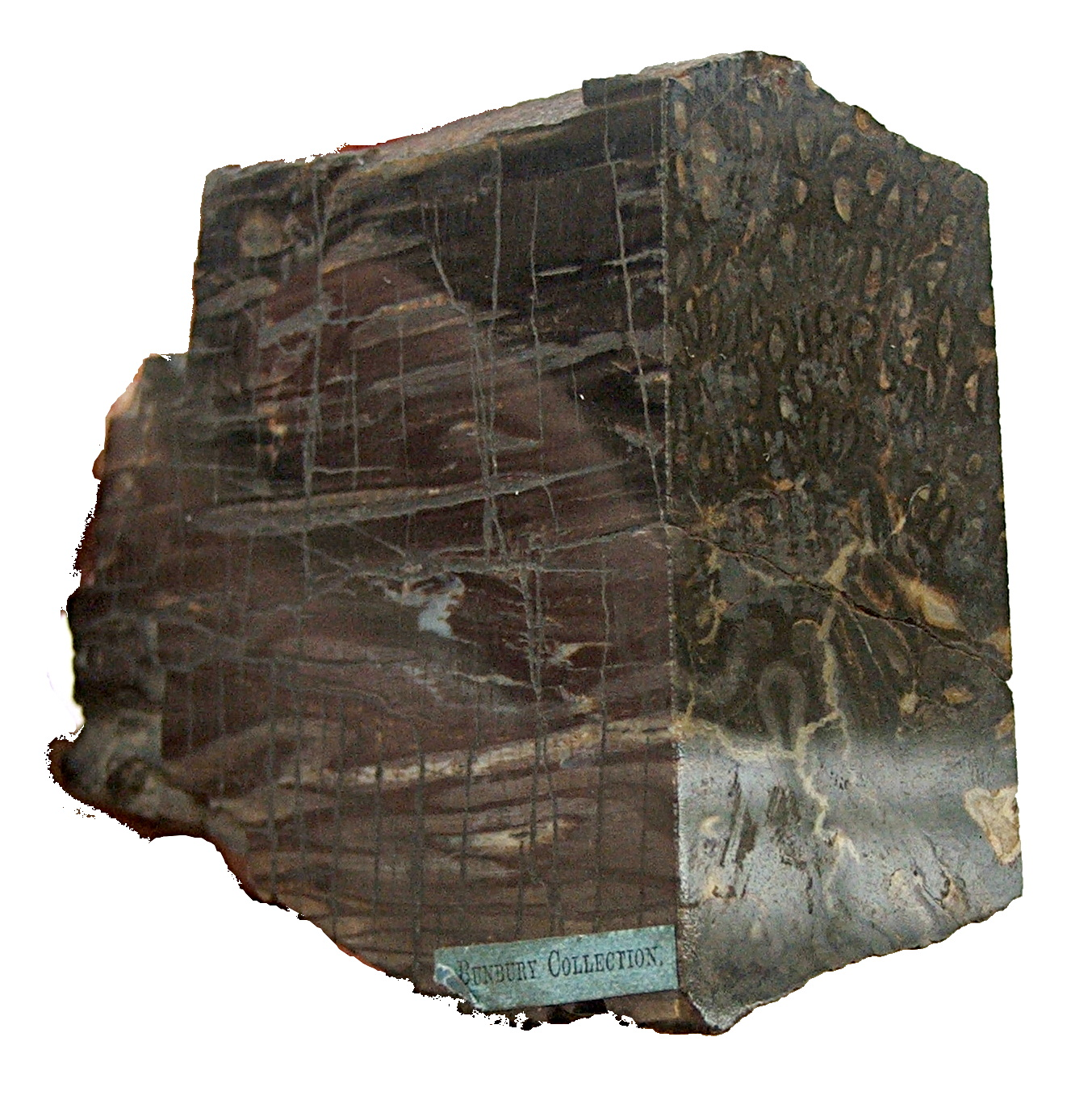
Tronc d'una falguera primerenca, Psaronius

El paisatge del principi del Devonià no tenia vegetació alta. La vegetació alta té avantatges per capturar la llum en la fotosíntesi i també en la distribució de les espores. Això queda demostrat en el fong del Silurià tardà Prototaxites, que feia 8 metres d’alt.
Per aconseguir ser arborescents les plantes primerenques havien de desenvolupar un teixit llenyós de suport, i per al transport d’aigua havien de tenir el "creixement secundari" i el càmbium vascular.
Les primeres plantes a desenvolupar un creixement secundari i un hàbit llenyós foren aparentment les falgueres i en el Devonià mitjà una espècie, Wattieza, arribà a fer 8 m d’alt amb un hàbit arbori.
Altres clades no van trigar a desenvolupar estructures arbòries; l'Archaeopteris del Devonià tardà era una progimnosperma precursora de les gimnospermes evolucionada des dels trimeròfits, que arribà a 30 m d’alt i tenia autèntica fusta.
Aquests boscos d’Archaeopteris aviat van tenir també licopodis en forma de lepidodendrals, els quals arribaven a 50 m d’alt i 2 m de secció a la base. Aquests licopodis dominaren els dipòsits de carbó del Devonià tardà i el Carbonífer. Els lepidodendrals difereixen dels arbres moderns per tenir un creixement determinat i no pas indeterminat.
L'equiset Calamites va aparèixer al Carbonífer. Al contrari que els moderns Equisetum, Calamites tenia un càmbium vascular unifacial que li permetia créixer fins a 10 m d’alt i embrancar-se.
Es pensava que les angiospermes havien evolucionat a partir de les gimnospermes, però l'evidència molecular recent suggereix que no és així. Les dades moleculars encara no s'han reconciliat completament amb les dades morfològiques, però el suport morfològic per considerar-ho parafilètic no és fort.
Es conclou que els dos grups provenen dels pteridosperms, probablement tan aviat com al principi del Permià.
Les angiospermes i els seus ancestres jugaren un paper molt petit fins a la diversificació del Cretaci, però actualment dominen tots els boscos no boreals.

### Arrels
| Tiges |
| Arrels |
| Les arrels (imatge de sota) dels lepidodendrals es creu que eren equivalents funcionalment a les tiges (dalt), com demostren l’aparença de "cicatrius foliars" i "cicatrius radiculars" d’aquests espècimens de diferents espècies |

El sorgiment de les arrels també va tenir efectes a escala global. Pel fet de pertorbar el sòl i promoure’n l’acidificació fan que es meteoritzi més profundament i afecten el CO2 amb alta implicació sobre el clima. Aquests efectes podrien haver portat a l'extinció del Devonià tardà.
Les primeres impressions d’arrels s'han trobat en els sòls fòssils del Silurià tardà, mentre que algunes plantes del Silurià-Devonià com Rhynia i Horneophyton tenien l'equivalent fisiològic de les arrels; les arrels definides com a òrgans diferenciats arribaren més tard. Les arrels no solen conservar-se bé en el registre fòssil.
Els rizoides –petites estructures amb la mateixa funció que les arrels, normalment del diàmetre d'una cèl·lula- probablement van evolucionar molt aviat; se'n poden veure en les Characeae, un grup germà de les plantes terrestres. Les rizines dels líquens tenen un paper semblant. Fins i tot en alguns animals com els Lamellibrachia tenen estructures radiculars.
Les estructures més avançades són comunes en el Rhynie chert. Les arrels i les estructures semblants són més comunes i penetren més endins del sòl durant el Devonià, i els arbres licopodis formen arrels de 20 cm de llargada durant els subperíodes Eifelià i Givetià. Els progimnosperms arrelaven a un metre de fondària durant l'estadi Frasnià. També arrelaven superficialment les veritables gimnospermes i les falgueres zygopterides.
Els rizomorfs dels licopodis arrelaven de manera diferent: els òrgans equivalents a fulles tenien la funció d’arreletes.
Un sistema vascular és indispensable en les plantes que arrelen, i les arrels, en no ser fososintètiques, necessiten un subministrament de sucre i cal un sistema vascular per transportar aigua i nutrients des de les arrels a la resta de la planta.
Cap al Devonià mitjà i tardà, la majoria dels grups de plantes independentment desenvoluparen algun tipus de sistema radicular. A mesura que les arrels esdevenien més grosses, podien suportar arbres més grossos i el sòl es meteoritzava a més fondària. A més d’afectar el CO2 obria nous hàbitats per a la colonització de fongs i animals.

#### Micorrizesarbusculars
La simbiosi de les plantes amb els fongs micorriza sembla que va aparèixer aviat en la història de les plantes. Aquesta associació deu ser més antiga que l’aparició de les arrels veritables.

### Llavors

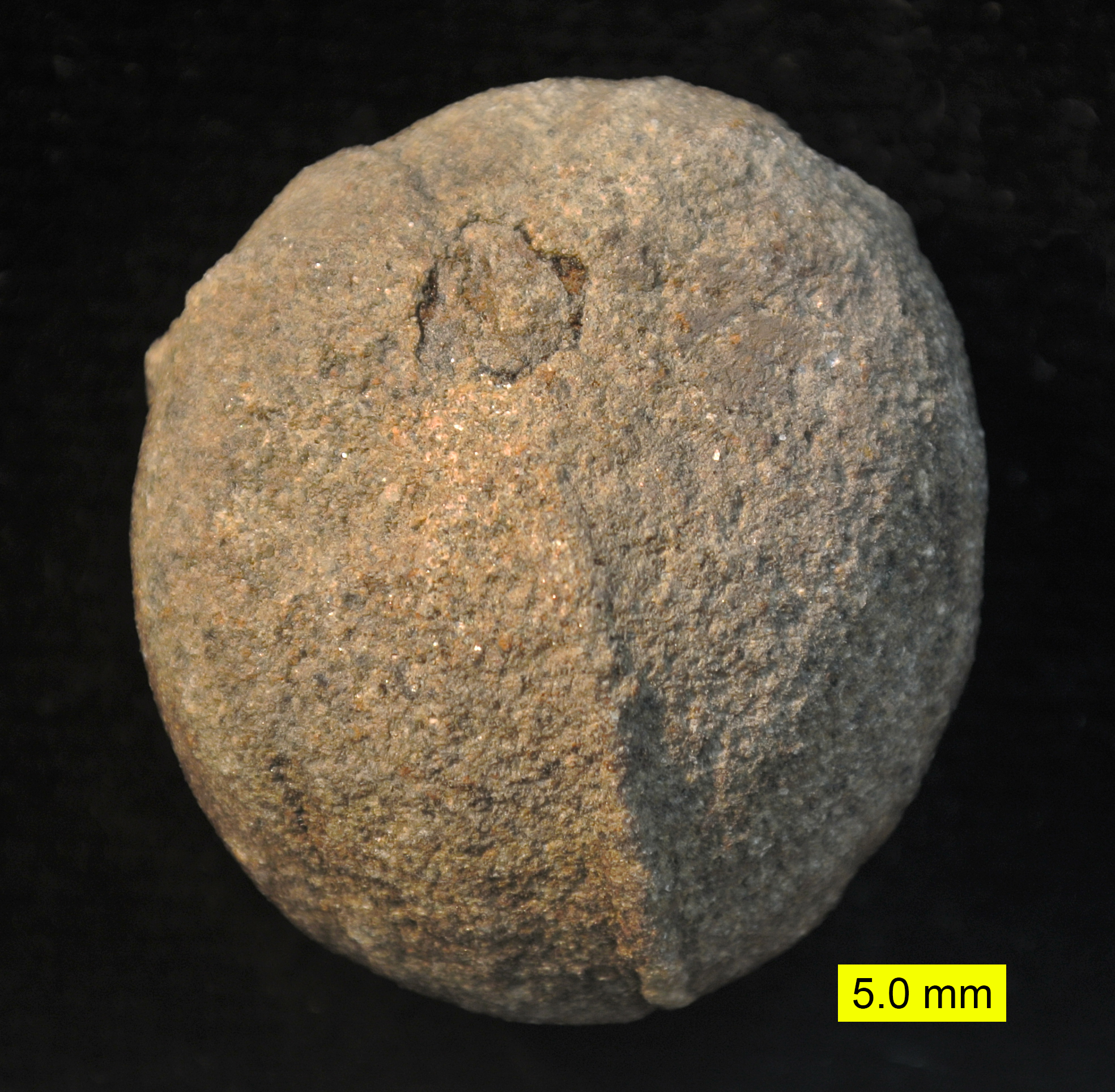
Llavor fòssil de Trigonocarpus

Les primeres plantes es reproduïen a la manera de les falgueres, amb espores en lloc de llavors.
Els organismes heterospòrics, com suggereix el seu nom, porten espores de dues mides: microspòres i megàspores. Aquest sistema preparava el de les llavors.
Els licopodis representen la transició a les llavors sense haver-ne creuat el llindar. Hi ha megàspores fòssils de licopodis d’1 cm de diàmetre, envoltades per teixit vegetatiu, però no eren veritables llavors.
Les primeres "espermatòfites" (literalment 'plantes amb llavors') són els anomenats pteridosperms, 'falgueres amb llavors', que tenien fulles com frondes, però no estan estretament relacionats amb les falgueres. L'evidència més antiga de plantes amb llavors és del Devonià tardà i sembla haver evolucionat d'un grup anterior anomenat progimnospermes. Eren arbusts i arbres llenyosos i fulles semblants a les de les falgueres. Portaven òvuls però no pinyes ni fruits, ni res de semblant.
Aquest model de llavor és compartit bàsicament per totes les gimnospermes (literalment: 'llavors nues'), la majoria n'inclouen les llavors en un conus o pinya llenyós o carnós (el teix, per exemple), però cap d’ells tanca completament la llavor. Les angiospermes ('llavors vasculars') són l’únic grup que tanca completament les llavors en un carpel.
El tancament complet de les llavors condueix les plantes a seguir la dormància de les llavors. L'embrió queda aïllat de l’atmosfera externa i protegit de la dessecació i pot sobreviure anys abans de la germinació.
Des del Carbonífer tardà s'han trobat embrions en les llavors de les gimnospermes. Aquest període està associat amb l'entrada del període d'hivernacle en la Terra i més àrid associat. La dormància seria un avantatge en aquestes condicions. Amb això es podrien colonitzar nous hàbitats com el de les muntanyes.
Les llavors tenien altres avantatges, com incrementar la taxa d’èxit dels gametòfits fertilitzats i les llavors podien germinar i créixer ràpidament; la combinació d’aquests avantatges donà a les plantes amb llavors el domini sobre el gènere prèviament dominant Archaeopteris, i incrementà la biodiveristat en els primers boscos.

### Flors

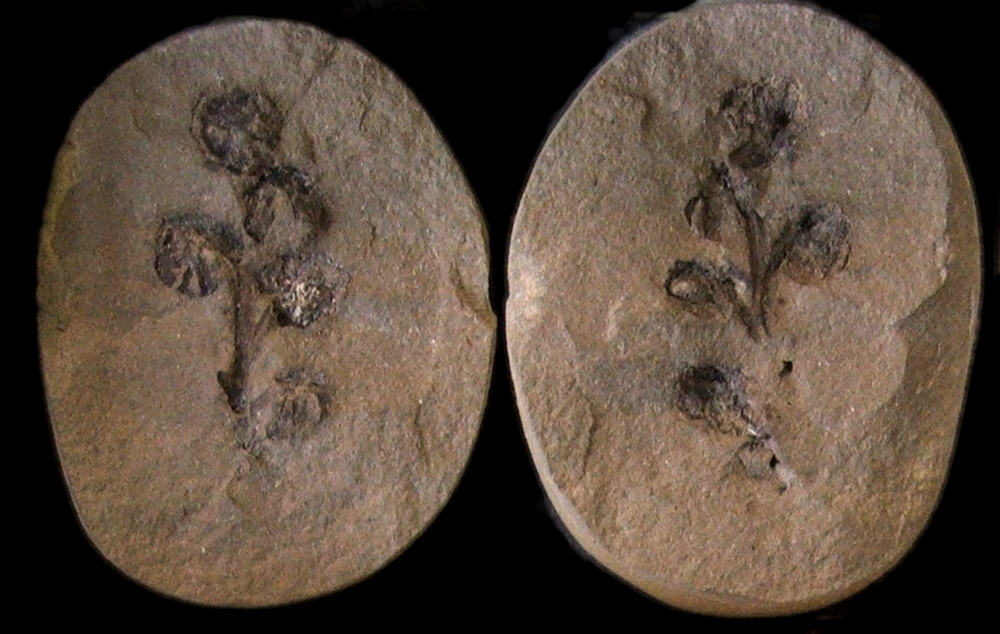
Òrgans amb pol·len de la flor fòssil Crossotheca

Les flors són fulles modificades i només en tenen les plantes angiospermes; aquest grup va aparèixer i es diversificà durant el Cretaci primerenc i va ser ecològicament significatiu més tard. En el registre fòssil les estructures similars a flors van aparèixer al Cretaci fa uns 130 milions d’anys.
En altres plantes com cycadaceae i gnetales, hi ha formes acolorides que fan difícil precisar el terme "flor".
La principal funció de la flor és la reproducció, que abans de l'evolució a flors era la missió dels microsporofils i megasporofils.

Evolució dels sincarps:
a: esporangis a la punta de la fulla
b: fulles encorbades per protegir els esporangis
c: fulles recorbades per formar un rotlle que tanca
d: grup de tres rotlles dins un sincarp

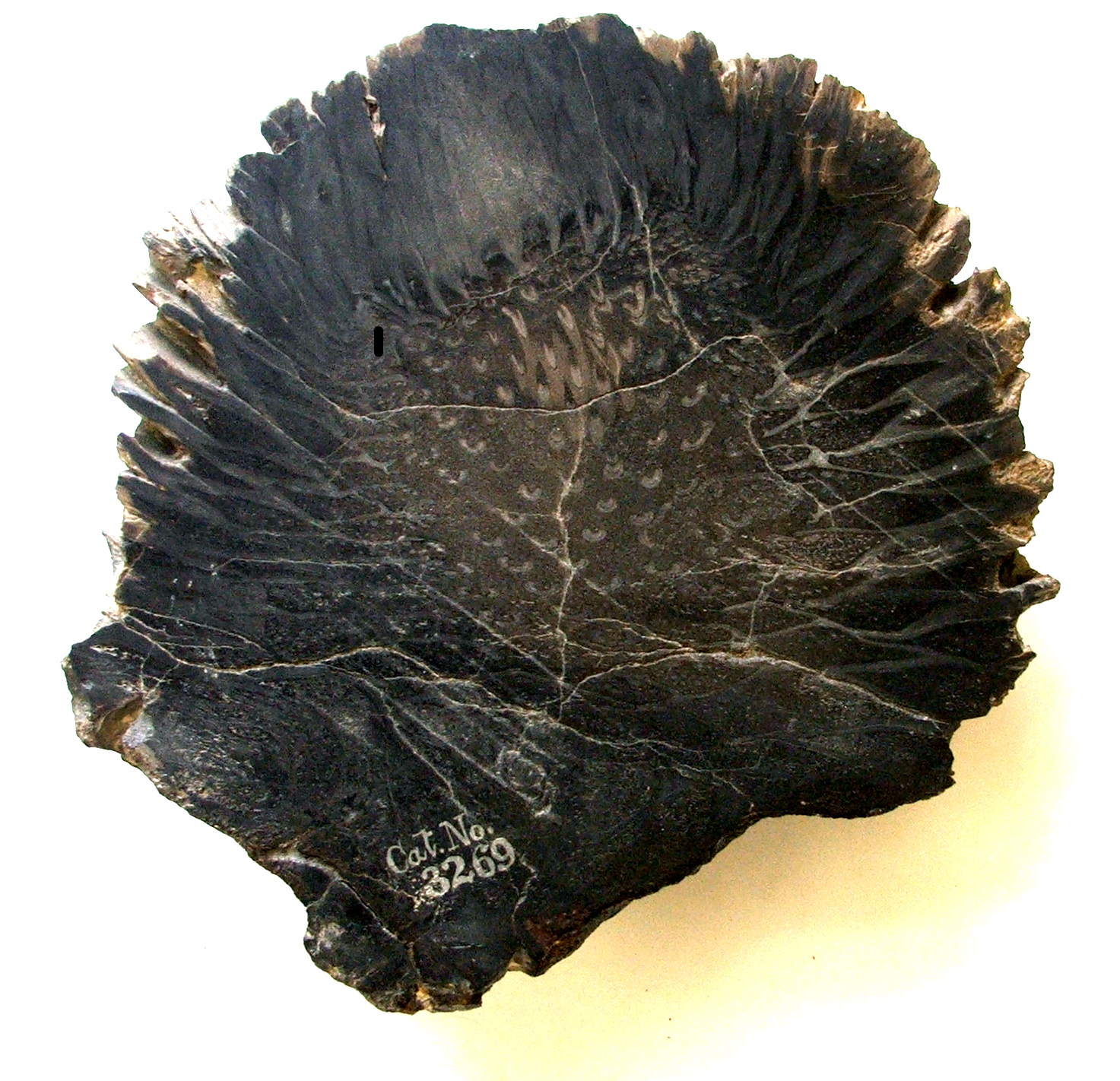
La inflorescència dels Bennettitales és molt similar a les flors

Hi ha tres grups en el registre fòssil que tenen estructures semblants a les flors. El primer és el pteridosperm del Permià Glossopteris, el segon és Caytonia del Triàsic.
El tercer n'és Bennettitales; en aquest cas estretament relacionades amb cycadaceae i ginkgos més que amb les de les angiospermes.
Tanmateix, no se'n troben veritables flors en aquests ni en cap grup. La majoria de les anàlisis morfològiques i moleculars ubiquen Amborella, les nymphaeales i Austrobaileyaceae en el clade basal "ANA". Aquest clade sembla haver divergit al principi del Cretaci, uns 130 milions d’anys enerera, al mateix temps que el primer fòssil de les angiospermes, i just després del primer pol·len d’angiosperma, 136 milions d’anys enrere.
Els magnoliids divergiren ben aviat després i en una ràpida radiació produïren eudicots i monocots fa 125 milions d’anys. Cap a final del Cretaci un 50% dels ordres de les angiospermes actuals havien evolucionat, i el clade representava el 70% de les espècies globals.
Va ser en aquest temps quan els arbres amb flors dominaren sobre les coníferes.
Les característiques dels grups "ANA" basals suggereixen que les angiospermes s'originaren en zones freqüentment pertorbades, pantanoses i fosques. Sembla que les angiospermes quedaren restringides a aquests hàbitats durant el Cretaci –ocupant el nínxol de petites herbes. Això els va donar flexibilitat per a la diversificació posterior ràpida en altres hàbitats.